# Kingdom Come: Deliverance
Kingdom Come: Deliverance — компьютерная игра в жанре action/RPG от первого лица с открытым миром, разработанная чешской студией Warhorse Studios и выпущенная компанией Deep Silver для платформ PlayStation 4, Xbox One и Microsoft Windows в 2018 году. Особенностью игры является упор на историческую достоверность: в игре детально воспроизведены одежда, вооружение, архитектура и общественное устройство средневековой Богемии.
Действие игры происходит в королевстве Богемия в 1403 году на фоне конфликта между королём Вацлавом IV и его братом Сигизмундом. В начале игры половецкие наёмники Сигизмунда разоряют шахтёрское поселение Серебряная Скалица. Главный герой Индржих, сын кузнеца, теряет родителей при налёте и поступает на службу к пану Радцигу Кобыле, возглавляющего сопротивление против Сигизмунда. В попытке отомстить убийцам родителей Индржих оказывается втянутым в заговор с целью восстановить на троне законного короля Вацлава IV. Как игра с открытым миром, Kingdom Come: Deliverance позволяет игроку свободно путешествовать по доступной ему области средневековой Чехии, самостоятельно находя интересные места и задания.
Kingdom Come: Deliverance получила в целом положительные оценки критики: обозреватели высоко оценили средневековую атмосферу игры и чрезвычайное внимание разработчиков к деталям, но раскритиковали многочисленные технические проблемы игры, особенно болезненные в версиях для игровых консолей. В американской прессе игра также стала предметом особо острой критики из-за предполагаемого расизма разработчиков. В 2025 году была выпущена игра-продолжение — Kingdom Come: Deliverance II.

## Игровой процесс
Kingdom Come: Deliverance представляет собой игру в жанре action/RPG с открытым миром, в которой игрок управляет одним заранее заданным героем Индржихом (Индро) с видом от первого лица. Подобно играм серии The Elder Scrolls, в Kingdom Come: Deliverance нет определённых классов персонажа, и Индржих может овладеть различными умениями, как боевыми, так и мирными, и улучшать их в течение игры; умения прирастают по мере того, как игрок выполняет соответствующее действие. По мере прокачки умений игрок может открыть дополнительные навыки, недоступные при низком уровне соответствующих умений — например, возможность взламывать замки бесшумно; некоторые из этих навыков исключают друг друга, а другие имеют побочные эффекты, поэтому выбирать их нужно осознанно. Умения помогают и в диалогах — например, опытный лекарь может заметить, что у собеседника ранена рука, и перевести разговор на ранение, тогда как у персонажа с более низким уровнем лечения такой опции в диалоге не будет. В игре действует система репутации, разная для разных поселений; чем выше репутация героя в поселении, тем лучше к нему относятся неигровые персонажи. Героя с низкой репутацией будут часто останавливать стражники, подозревая в преступлениях; репутацию можно поднять, совершая добрые дела.
Боевая система Kingdom Come строится на фехтовании: при сражении с противником камера фиксируется на нём, и игровой персонаж и противник кружат друг вокруг друга, нанося и парируя удары. Игроку доступно несколько видов атак — быстрые, но слабые колющие удары, мощные, но долгие рубящие и специальный удар — например, удар эфесом или пинок; направление удара выбирается с помощью специального элемента управления — пятилучевой «звёздочки», отображаемой в центре экрана. В бою важно правильно координировать движения — и выбирать время и направление для нанесения того или иного удара. Как у игрового персонажа, так и у его противников есть ограниченный запас выносливости; хотя шкала выносливости восстанавливается со временем, действия в бою — в том числе удары и блокирование атак — отнимают части этого запаса, и «уставший» персонаж, исчерпавший запас выносливости, не может атаковать и защищаться, пока она не восстановится. Игрок не может напрямую видеть, сколько выносливости осталось у противника, но должен следить за его движением и визуальными и звуковыми подсказками — например, кровью на одежде или тяжёлым дыханием.
В игре есть разные виды одежды; каждый тип одежды предоставляет различные уровни защиты против различных видов оружия. Также, каждый тип одежды влияет на способности главного героя (например, шанс впечатлить человека, надев роскошный наряд, намного выше). Через некоторое время, пока игрок носит одежду, она будет изнашиваться, станет грязной или кровавой (если игрок часто сражался с врагами), и это будет влиять на вид героя. Игрок может использовать разное оружие: меч, кинжал, топор, молот, лук. Также в игре есть лошади; игрок может сражаться верхом, также на лошади можно перевозить разные вещи.
Герою игры нужно спать и есть, чтобы не умереть. Снаряжение и одежда будут портиться со временем и требовать ремонта. Еда также со временем будет портиться. Для того, чтобы отремонтировать броню или оружие, собрать или создать новую вещь, рыбачить, красть у людей, открывать закрытые сундуки, готовить, делать алкоголь или медикаменты, игрок должен играть в мини-игры.
В игре вид от первого лица. Игрок может делать комбо-удары, некоторые из которых будут доступны лишь после того, как игрок обучится им. У разных видов оружия свои преимущества и недостатки. Например короткий меч является быстрым оружием для удара и парирования, но не самый эффективный против тяжёлых доспехов.
Квесты в игре можно пройти разными способами. Во время прохождения игры будут такие события, как осада замков и крупномасштабные битвы. Каждый персонаж в игре имеет свой распорядок дня, который может меняться в зависимости от поступков игрока. Персонажи будут реагировать на поступки игрока. NPC будут бежать за помощью к стражнику, если увидят какое-то преступное действие, а стражник накажет героя за преступления — штрафом или тюрьмой. Если игрок не отбудет наказание за своё преступление, то NPC, которые увидели его за преступлением, будут проявлять агрессию или относиться к игроку с недоверием.
В игре реалистичная модель верховой езды. Лошадь приходит на свист, может сама придерживаться дороги и перепрыгивать небольшие препятствия.
В отличие от многих компьютерных игр, позволяющих игроку сохранять игру в любом месте, Kingdom Come сильно ограничивает игрока в этом отношении: за исключением контрольных точек в начале сюжетных заданий, для сохранения игры игровой персонаж должен лечь спать в постель, воспользоваться купальней или потратить особый редкий предмет — «спасительный шнапс»; шнапс опьяняет персонажа, поэтому использовать его прямо перед рискованным сражением неразумно. Возможность сохранить игру на выходе — просто чтобы прервать прохождение на текущем моменте и вернуться к нему позже — первоначально вообще отсутствовала в игре, но была добавлена в Kingdom Come с одним из обновлений уже после релиза. Существуют пользовательские модификации, добавляющие в игру возможность неограниченного сохранения.

## Сюжет
События Kingdom Come: Deliverance происходят в 1403 году на землях королевства Богемия, части земель богемской короны и Священной Римской империи, в настоящее время являющейся территорией Чехии. Доступная область игры представляет собой окрестности городов Сазава и Ратае-над-Сазавоу. В число других реальных населённых пунктов и достопримечательностей, появляющихся в игре, входят Стршибрна-Скалице, Светла-над-Сазавоу, Самопеш, Тальмберк, Мрхоеды, Ужице, Нойхоф, Ровна, Ледечко, и Сазавский монастырь. В прошлом Богемией правил император Карл IV. Вацлав IV, занявший престол после смерти отца, оказался ленивым и негодным правителем, и другой сын Карла, король Венгрии Сигизмунд, похитил Вацлава и заключил его под стражу, а затем вторгся со своей армией в богемские земли.
Действие игры начинается в Скалице: главный герой Индржих, сын кузнеца Мартина, помогает отцу изготовить великолепный меч для хозяина замка — пана Радцига Кобылы. На городок нападает армия Сигизмунда, в рядах которой много иностранных солдат-половцев (говорящих в игре по-венгерски); в резне, которой командует немецкий рыцарь Маркварт фон Аулиц, погибают и родители Индржиха. Индржих вынужден бежать в соседний замок Тальмберк, сохранив с собой выкованный отцом меч. Позже Индржих возвращается в Скалицу, чтобы похоронить родителей, но сталкивается с бандитами и получает тяжёлое ранение, при этом потеряв меч своего отца. Индржих выживает благодаря соседке Терезе, которая вывозит героя на мельницу своего дядюшки близ города Ратае.
Через некоторое время, заручившись поддержкой пана Радцига Кобылы, Индржих обнаруживает лагерь бандитов и половцев на руинах небольшого городка. Там же оказывается Коротышка — огромный бандит, который некогда отнял у протагониста меч, но при нём этого меча не оказывается. Позже герой втирается в доверие к оставшимся бандитам, чтобы выяснить их планы. Для этого он даже проходит посвящение в монахи и либо убивает, либо инсценирует убийство раскаявшегося бандита. Оказывается, Сигизмунд оказывает поддержку бандитам и половецким наёмникам, чтобы захватить весь регион. Узнав это, вся местная аристократия решает напасть со своими армиями на новый лагерь разбойников — но их предводитель, венгерский дворянин и ярый сторонник Сигизмунда Иштван Тот, только того и ждёт: пока армия панов сражается в лагере бандитов, он нападает и обманом берёт Тальмберг. Среди пленных оказывается пани Стефания и пан Радциг Кобыла. Как выяснилось, он — настоящий отец Индржиха. Построив катапульту не без помощи героя, аристократы врываются во внутренний двор замка Тальмберга. Весельчак и повеса пан Гануш оказывается рациональнее всех остальных, предлагая главарю бандитов сделку: заложники в обмен на свободный проход из города. Именно в этот момент Индржих в последний раз видит меч, который так долго искал. В финальной сцене пан Радциг извиняется перед Индржихом за то, что так долго скрывал правду, и говорит, что жить можно ради множества других вещей, а не только искать Маркварта фон Аулица и меч.
В эпилоге Индржих и пан Ян Птачек отправляются за пределы игрового региона, чтобы осторожно выяснить у сторонников Сигизмунда, насколько долго они готовы поддерживать короля Венгрии. Как намекает гостящий в Тальмберге кузен Вацлава и правитель Моравии Йост Люксембург, терпение чешской знати небезгранично, а одновременно быть королём Венгрии и Богемии невозможно.

## Разработка
Проект Kingdom Come: Deliverance начался с того, что Даниэль Вавра покинул студию 2K Czech в 2009. С маленькой командой он начал делать проект и искать инвесторов. Вавра взял в свою команду Мартина Клима, основателя Altar Games, но поиск инвесторов в Чехии не увенчался успехом. Команда хотела уже бросить проект, но неожиданно появился инвестор, который вложил деньги, и команда разработчиков смогла сделать прототип игры. Warhorse Studios была основана 21 июля 2011 года. В 2025 году Вавра рассказал, что они представили игру издателям как «Red Dead Redemption с мечом».
Warhorse Studios объявила 9 февраля 2012 года, что работает над пока не представленной RPG игрой. Также они сообщили, что для своей игры лицензировали игровой движок CryEngine 3. После 17 месяцев работы над прототипом игры Warhorse начали искать инвесторов, показывая игровой прототип. Но прототип не смог привлечь инвесторов.
22 января 2014 года Warhorse Studios запустила свой проект на Kickstarter с целью собрать 300 тысяч фунтов стерлингов (10 % планируемого бюджета), для того чтобы доказать инвестору, что их игру ждёт много игроков. 20 февраля 2014 г. кампания закончилась, собрав сумму 1,1 млн фунтов стерлингов.
17 февраля 2014 года Warhorse Studios и разработчик Star Citizen Крис Робертс объявили о сотрудничестве в области обмена технологиями.
В октябре 2016 года Kingdom Come: Deliverance обзавелась издателем. Deep Silver будет распространять копии на PlayStation 4 и Xbox One, а Koch Media будет заниматься распространением игры на дисковых носителях.
В конце декабря Warhorse объявила о запуске внутренней беты. «Все компоненты игры уже готовы, но у нас ещё много работы. Теперь мы работаем над оптимизацией процесса» — говорит глава студии Даниэль Вавра в видео отчёте #16, «Blood, toil, tears and sweat» («Кровь, труд, слёзы и пот»).
13 февраля 2018 года игра вышла на платформах PlayStation 4, Xbox One и Windows.
В 2021 году на японском сайте Nintendo и в журнале Famitsu появилась дата выхода Kingdom Come: Deliverance Royal Edition на Nintendo Switch — 18 февраля 2021 года. По данным сайта, игра будет доступна как в цифровом виде, так и на физическом носителе — картриджами с игрой будет заниматься компания DMM Games, ранее выступавшая издателем версии игры для PS4 на территории Японии. При этом ни разработчик, ни издатель не делали официальных анонсов о выпуске игры на этой платформе. Позже разработчики опровергли слухи о выходе игры на данной платформе, однако они начали получать огромное количество сообщений от фанатов, что заставило их всерьёз задуматься о порте. В рамках Electronic Entertainment Expo 2021 было объявлено о выпуске игры на Switch. Портированием занимается сама студия Warhorse Studios при поддержке Saber Interactive, ранее занимавшейся портом «Ведьмака 3» на гибридную консоль. В 2025 году PR-менеджер компании сказал, что разработчики не планируют возвращаться к первой части, поскольку у них нет ресурсов на ремастер или ремейк, все из примерно 150 сотрудников заняты созданием дополнений для Kingdom Come Deliverance II.

## Загружаемый контент
Вместе с исправлениями выходили дополнения, расширяющие игровые возможности.
| Название                                          | Дата выхода | Описание |
| ------------------------------------------------- | ----------- | --- |
| Kingdom Come: Deliverance — Treasures of The Past | 11.04.2018  | В игру внесены карты сокровищ Сигизмунда и мистический комплект брони.                                          |
| Kingdom Come: Deliverance — From the Ashes        | 05.07.2018  | Сюжетное дополнение для игры, в котором вам предстоит прийти на помощь заброшенной деревне.                     |
| Kingdom Come: Deliverance — Bold Sir Hans Capon   | 16.10.2018  | Помочь пану Яну Птачеку завладеть сердцем прекрасной Каролины.                                                  |
| Kingdom Come: Deliverance — Band of Bastards      | 05.02.2019  | Индржих вступит в отряд бывшего товарища пана Радцига и поможет новым союзникам сражаться с местными бандитами. |
| Kingdom Come: Deliverance — A Woman’s Lot         | 28.05.2019  | Новая мистическая сюжетная линия Йоханки из монастыря, а также история о спасении Терезы из Скалицы.            |

## Критика
| Сводный рейтинг       | Сводный рейтинг                                 |
| Агрегатор             | Оценка                                          |
| --------------------- | ----------------------------------------------- |
| GameRankings          | - (PC) 74,46 % - (PS4) 72,00 % - (XONE) 60,82 % |
| Metacritic            | (PC) 76/100 (PS4) 68/100 (XONE) 68/100          |
| OpenCritic            | 72/100                                          |
| «Критиканство»        | 83/100                                          |
| Иноязычные издания    |                                                 |
| Издание               | Оценка                                          |
| 4Players              | 7/10 (PC)                                       |
| Destructoid           | 7,5/10                                          |
| EGM                   | [ 30 ]                                          |
| Game Informer         | 5,75/10                                         |
| GameRevolution        | [ 32 ]                                          |
| GameSpot              | 8/10                                            |
| GameStar              | 85/100                                          |
| Hardcore Gamer        | 3/5                                             |
| IGN                   | 8/10                                            |
| Jeuxvideo.com         | 14/20                                           |
| PCGamesN              | 8/10                                            |
| PC Gamer (UK)         | 84/100                                          |
| Push Square           | 7/10                                            |
| Shacknews             | 7/10                                            |
| The Guardian          | [ 42 ]                                          |
| VideoGamer            | 4/10                                            |
| Русскоязычные издания |                                                 |
| Издание               | Оценка                                          |
| 3DNews                | 8/10                                            |
| GameMAG.ru            | 7/10                                            |
| «IGN Россия»          | 8,5/10                                          |
| PlayGround.ru         | 8,5/10                                          |
| Riot Pixels           | 74 %                                            |
| StopGame.ru           | Изумительно                                     |
| «Игромания»           | 7,5/10                                          |
| «Игры Mail.ru»        | 6,5/10                                          |
| «Канобу»              | 10/10                                           |
| «НИМ»                 | 8,7/10                                          |
| Награды               |                                                 |
| Издание               | Награда                                         |
| «НИМ»                 | «Выбор навигатора»                              |

Kingdom Come: Deliverance получила в целом положительные оценки игровых ресурсов.
Критики хвалили игру за её оригинальность, сюжет и сложные игровые механики, но критиковали за большое количество технических ошибок.

### Продажи
В день релиза игра находилась в топе продаж Steam. Геймдиректор Даниэль Вавра рассказал, что было продано 500 000 копий в течение первых двух дней. 300 000 из них были проданы в Steam и также в игру играло одновременно 75 000 человек в Steam после выхода. В июне 2020 года разработчики игры сообщили о продажах трёх миллионов копий. В июне 2022 года разработчики отчитались о 5 миллионах проданных копий игры, в ноябре 2024 года — о 8 миллионах.

### Награды
| Год  | Награда             | Категория    | Результат | Ссылка        |
| ---- | ------------------- | ------------ | --------- | ------------- |
| 2017 | Game Critics Awards | Best RPG     | Номинация | [ 61 ]        |
| 2017 | Gamescom 2017       | Best PC Game | Победа    | [ 62 ] [ 63 ] |
| 2017 | Gamescom 2017       | Best RPG     | Номинация | [ 62 ] [ 63 ] |

### Обвинения в расизме
На поздних этапах разработки игры и во времена её выхода в англоязычной прессе развернулся скандал с обвинениями в расизме: их основной мишенью был творческий директор и сооснователь студии Даниэль Вавра. Вавра в разные годы делал неполиткорректные заявления в социальных сетях и высказывался в поддержку движения GamerGate, таким образом, заранее вступая в конфликт с настроенными против GamerGate американскими игровыми журналистами. Большую огласку в сети получил его спор с автором Tumblr-блога MedievalPOC по поводу отсутствия в игре — и в реальной Богемии XV века — персонажей негроидной расы: Вавра заявлял, что в игре нет чернокожих, потому что в средневековой Богемии их и не было.
Отдельным поводом для критики стало изображение в игре половцев как диких варваров, убивающих и насилующих ради удовольствия, и в целом националистического изображения всего чешского как хорошего, а всего иностранного как дурного и враждебного.
Ряд американских и западноевропейских изданий, описывающих себя как либеральные и прогрессивные, посчитали занятую Ваврой позицию расистской и неприемлемой; отдельные издания, как сайт Heavy.com, даже упрекали Вавру в сознательном троллинге ради рекламы игры, а медиа-компания Vice Media вовсе отказалась освещать выход игры в связи с предполагаемым расизмом разработчиков. Сайт Kotaku даже приписывал долю успеха игры её популярности у ультраправых игроков, которые будто бы покупали игру как раз потому, что видели в ней оскорбление для своих идеологических противников. Отвечая на обвинения, Вавра отмечал, что действие игры происходит в очень небольшой области всего в несколько квадратных километров, и что хотя местные жители и были осведомлены о существовании людей других народов и рас, прямые контакты такого рода были бы очень маловероятны. Он также принёс извинения всем, кого мог оскорбить. Чешские издания встали на сторону Вавры: так, обозреватель газеты «Лидове новины» писал, что любой европеец ответил бы на вопрос о чернокожих в средневековой Богемии, что их там было очень мало или не было совсем, и что звучащие из-за океана упрёки выглядят по меньшей мере странно.

## Продолжение
18 апреля 2024 года студия Warhorse Studios объявила, что сиквел игры Kingdom Come: Deliverance II выйдет позже в этом же году для Windows, PlayStation 5 и Xbox Series X/S.

## Комментарии
1. ↑  Название игры на английском языке является отсылкой к тексту молитвы «Отче наш»: thy kingdom come... and deliver us from evil («да приидет Царствие Твоё... но избави нас от лукавого»).